# 霍普威爾 (阿肯色州巴克斯特縣)
霍普威爾（英語：Hopewell）是位於美國阿肯色州巴克斯特縣的一個非建制地區。該地的面積和人口皆未知。

## 地理
霍普威爾的座標為36°12′20″N 92°13′56″W / 36.20556°N 92.23222°W，而該地的平均海拔高度為237米（即778英尺）。